# B-413 (U-Boot)
B-413 ist ein russisches (ehemals sowjetisches) U-Boot des Typs Projekt 641, der von der NATO als Foxtrot-Klasse bezeichnet wurde. Es wurde 1968 auf Kiel gelegt, im Jahr 1999 aus dem aktiven Dienst entfernt und wird seitdem im Museum der Weltmeere in Kaliningrad ausgestellt.

## Museumsschiff

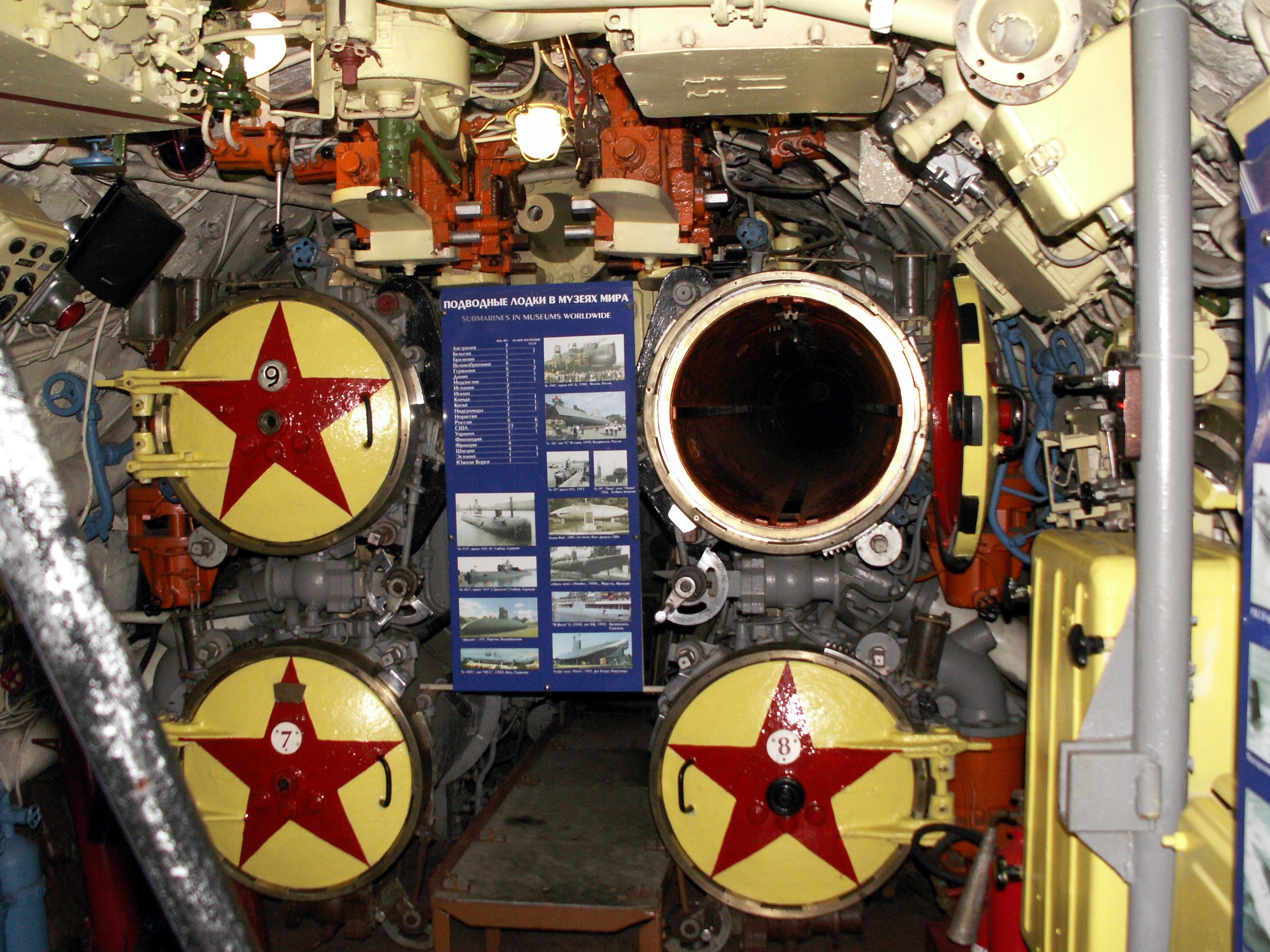
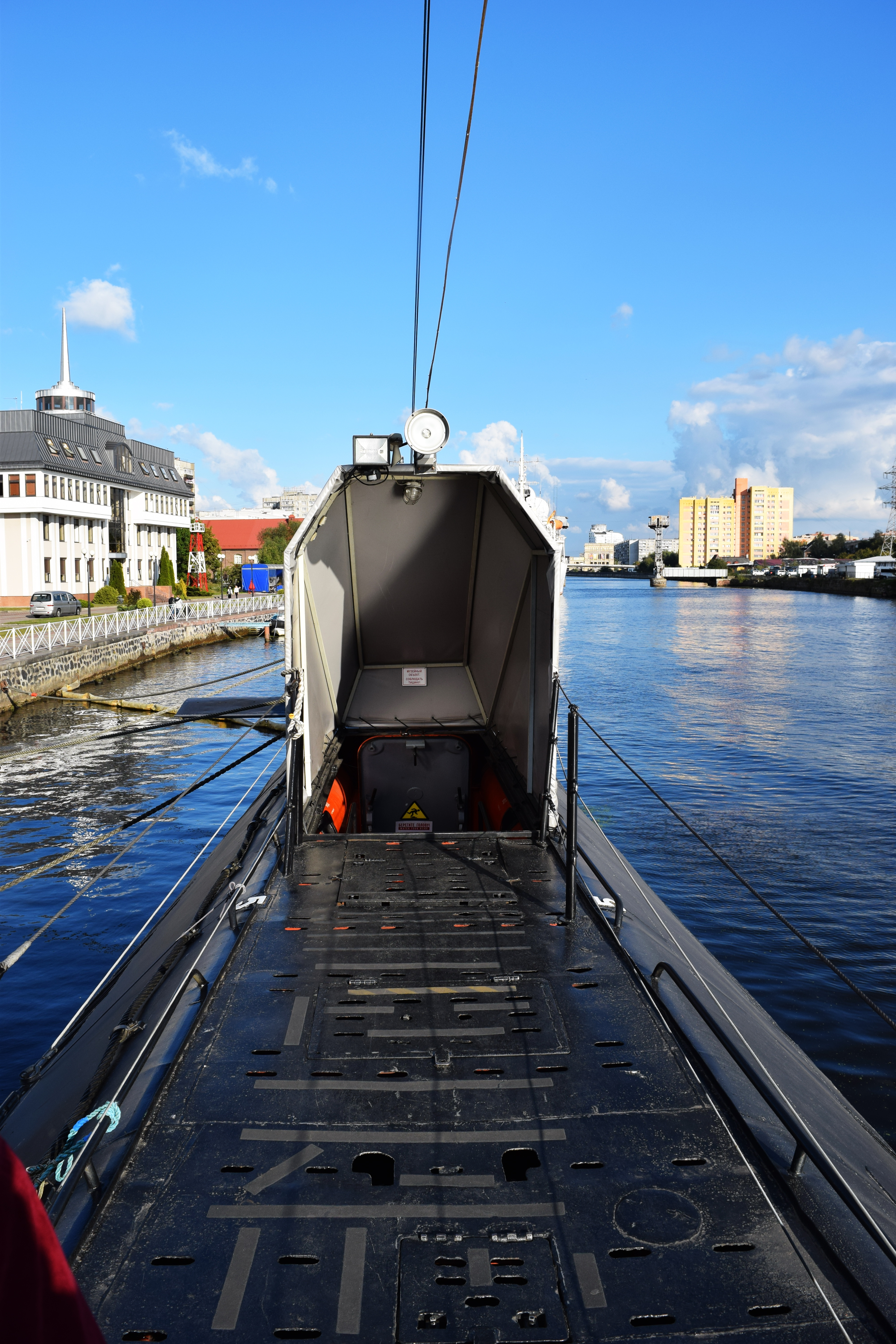
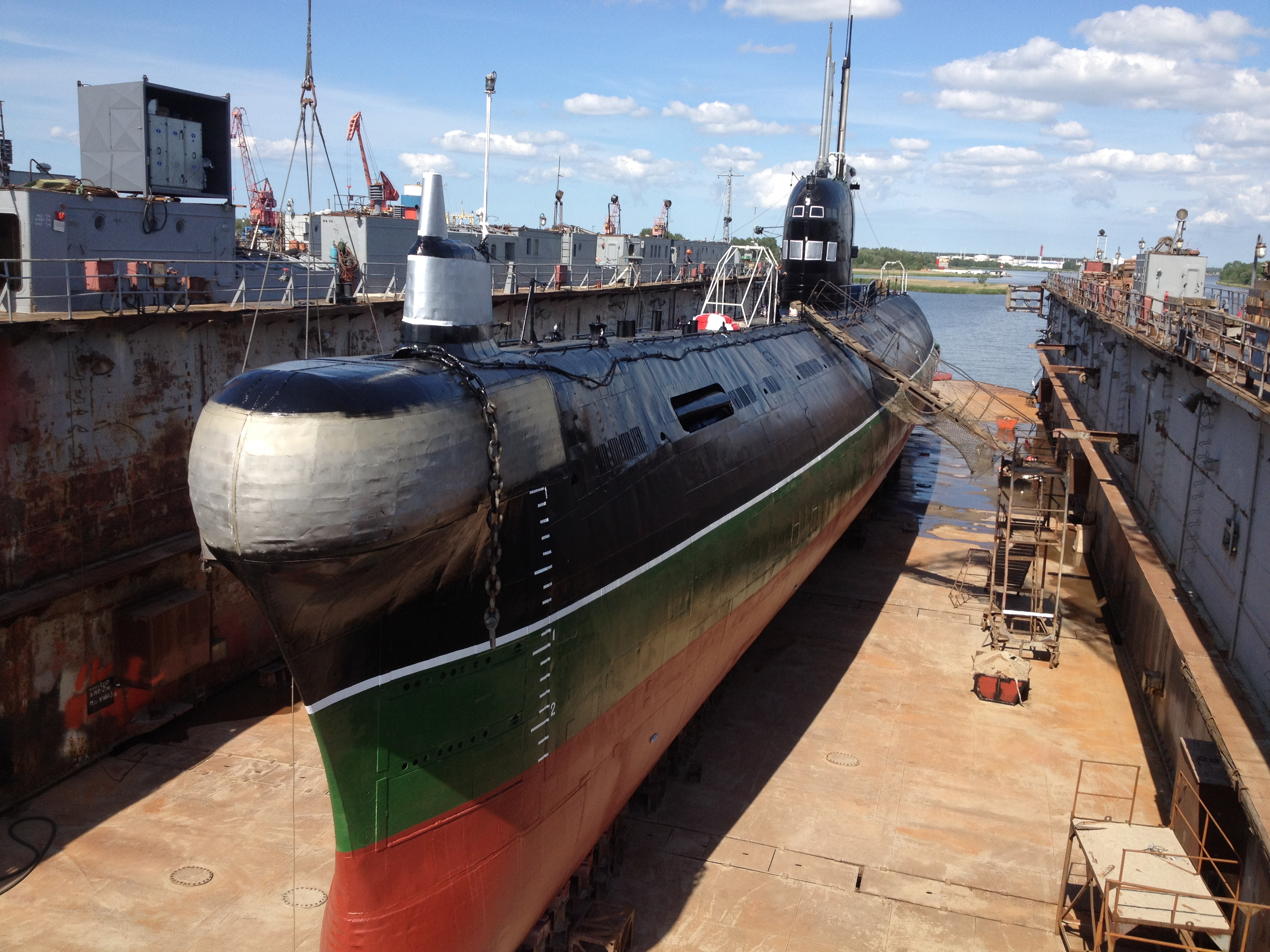
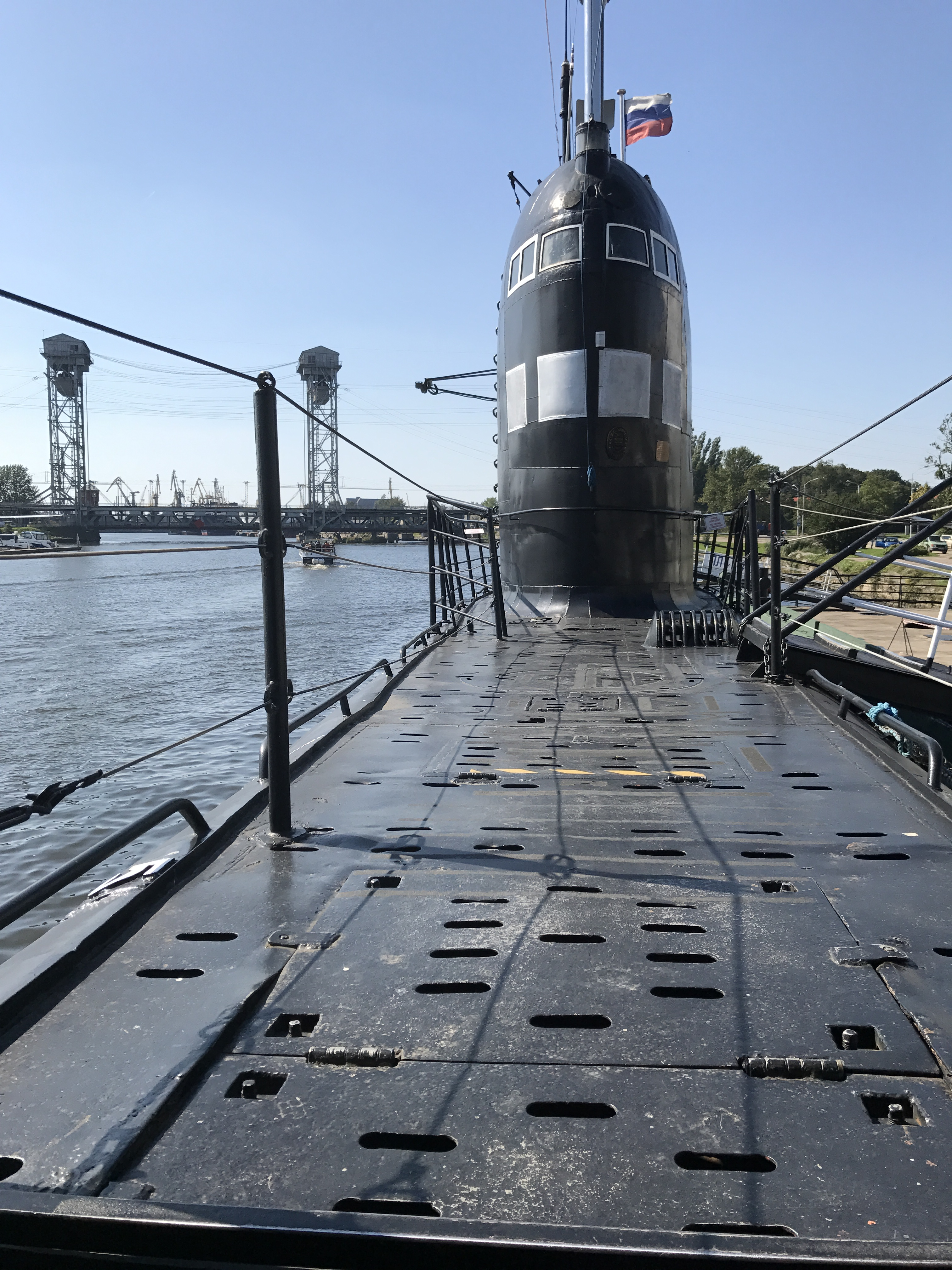
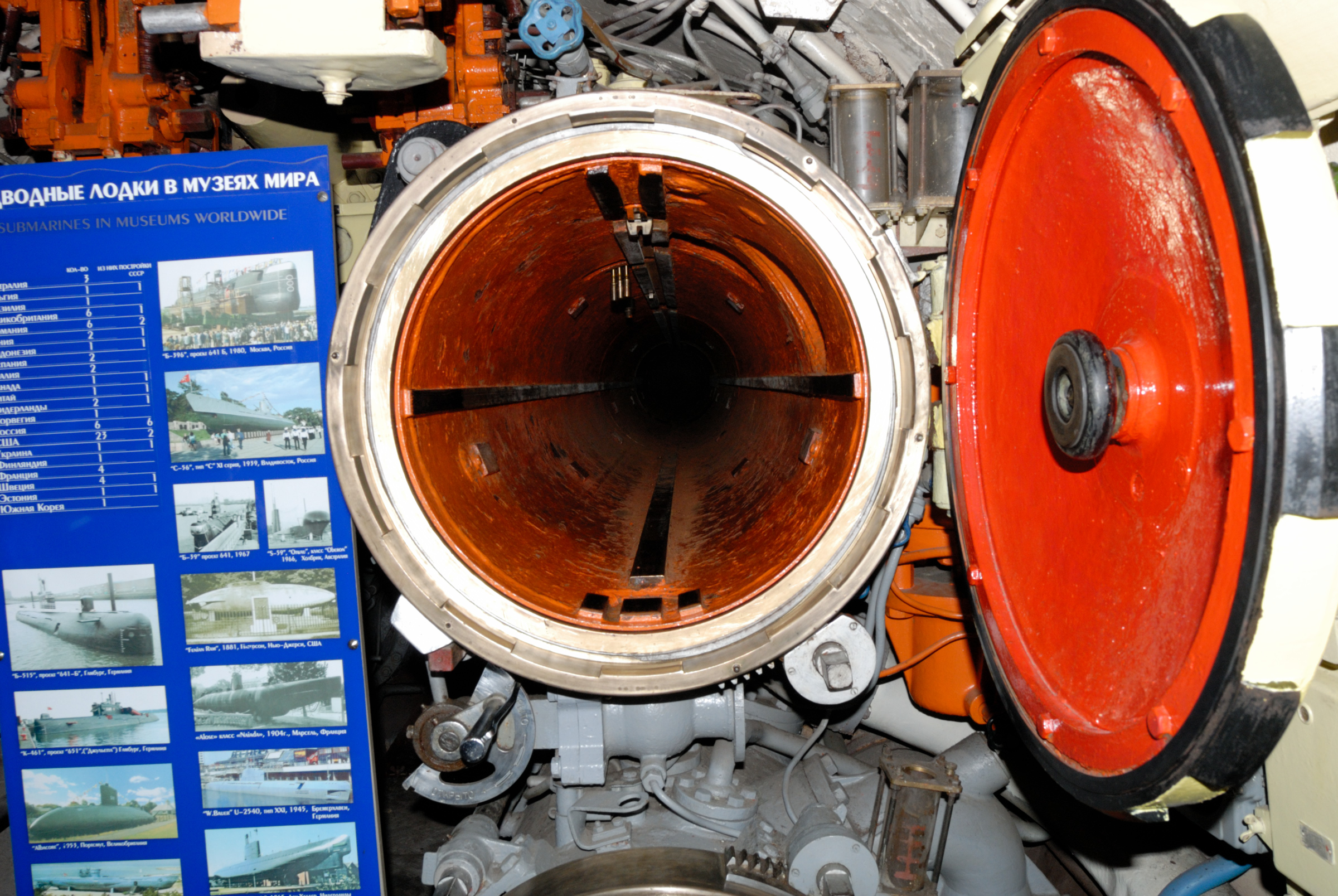
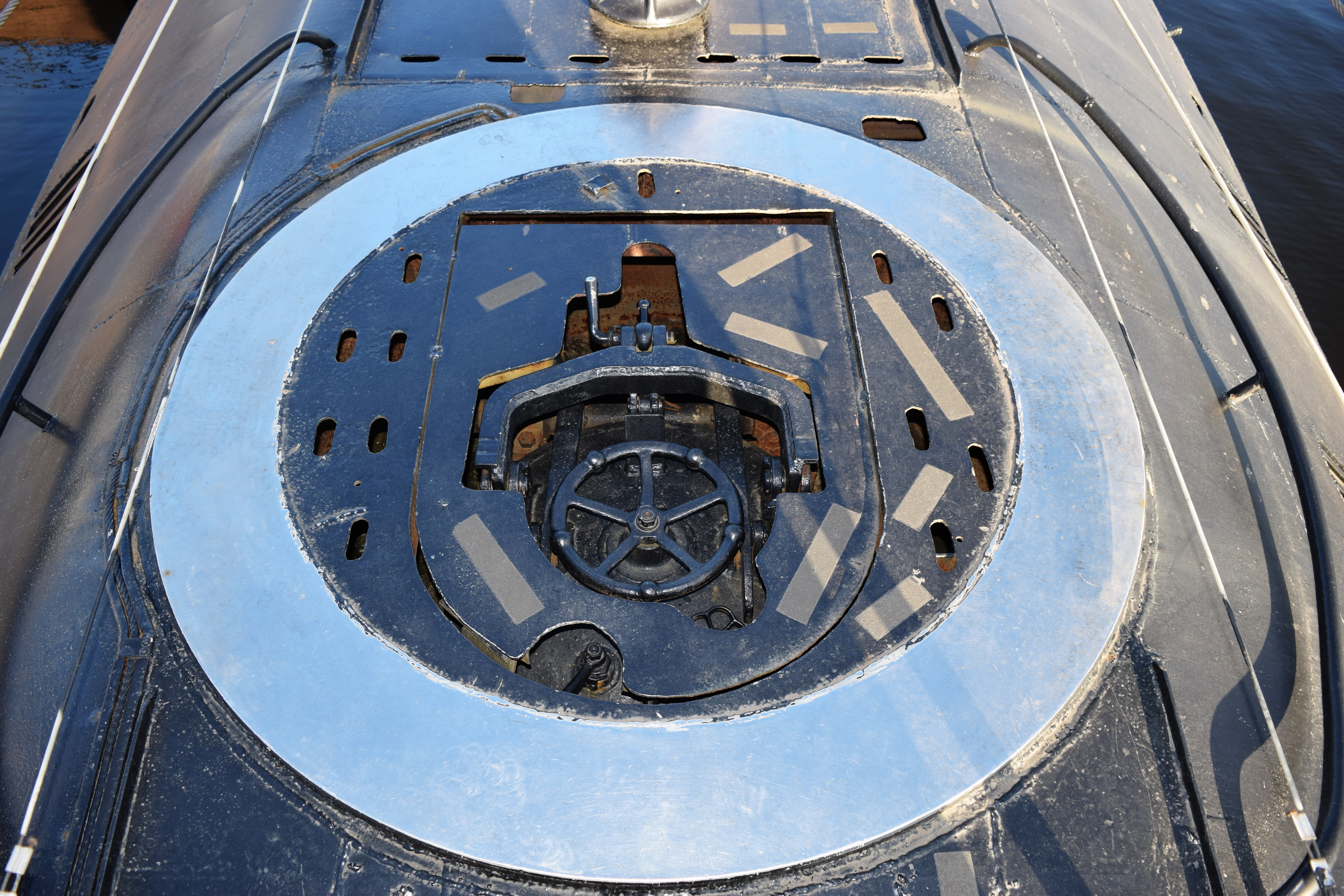

Das einzige U-Boot-Museum Russlands ist auf dem B-413. Auf Befehl des Oberbefehlshabers der Marine wurde B-413 am 3. September 1999 außer Dienst gestellt. Nach der Anweisung des Kommandanten der baltischen Flotte, wurde es von Kronstadt nach Kaliningrad verlegt, wo es Ende 1999 in der Ostseewerft Jantar angedockt wurde, um es als Museum umzurüsten. Am 14. Juni 2000 machte das U-Boot am Museumspier fest und am 1. Juli 2000 fand die feierliche Übergabe durch die Ostseeflotte an das Museum statt. Auf dem U-Boot ist die Ausstellung „Aus der Geschichte der russischen U-Boot-Flotte“ zu sehen.